# Rubus centrobohemicus
Rubus centrobohemicus är en rosväxtart som beskrevs av J. Holub. Rubus centrobohemicus ingår i släktet rubusar, och familjen rosväxter. Inga underarter finns listade i Catalogue of Life.